# Pintenii din Coasta Jinei
Pintenii din Coasta Jinei (monument al naturii) alcătuiesc o arie protejată de interes național ce corespunde categoriei a III-a IUCN (rezervație naturală de tip geologic), situat în Transilvania, pe teritoriul județului Sibiu

## Localizare
Aria naturală se află în extremitatea sud-vestică a județului Sibiu (în apropierea limitei de graniță cu județul Alba), pe teritoriul administrativ al comunei Jina, în partea sud-vestică a satului omonim (în abruptul malului drept al  pârâului Dobra), în imediata apropiere de drumul național DN67C - Transalpina.

## Descriere
Rezervația naturală a fost declarată arie protejată prin Legea Nr.5 din 6 martie 2000 (privind aprobarea Planului de amenajare a teritoriului național - Secțiunea a III-a - zone protejate, publicată în Monitorul Oficial al României, Nr.152 din 12 aprilie 2000) și se întinde pe o suprafață de un hectar. 
Pintenii din Coasta Jinei reprezintă un grup de stânci (de importanță geologică și peisagistică) constituite din roci metamorfice șistoase desfășurate (la o altitudine cuprinsă întere 700 și 900 m.) în versantul dealului cunoscut de localnici sub denumirea de „Coasta Jinei”; zonă acoperită în cea mai mare parte cu vegetație forestieră alcătuită din specii arboricole predominante de fag (Fagus sylvatica).